# Patologie

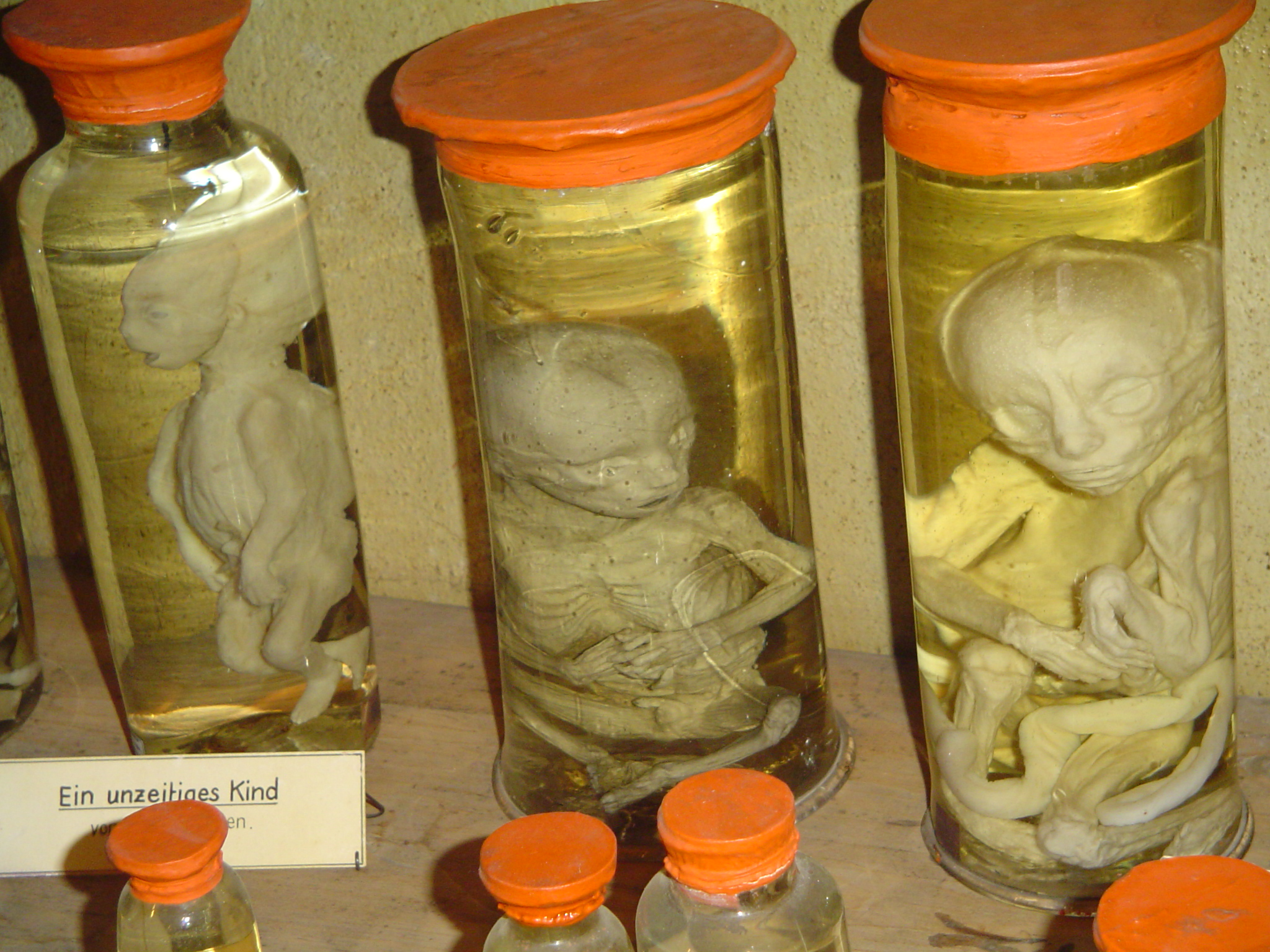

Patologia este partea medicinei care se ocupă cu etiologia (cauzele), patogeneza (fenomenele, mecanismele) bolii, mai precis cu simptomele (semnele) sau grupul de simptome (sindroame) ale bolii, precum și cu urmările acestora asupra organismului. Patologia se poate împărți în: externă, în care bolile somatice pot fi tratate direct, instrumentală, prin intervenții  chirurgicale și internă sau medicală. Alte surse indică mai multe diviziuni ale patologiei: etiologie, patogenie, fiziopatologie, morfopatologie, simptomatologie etc.

## Istoric
Termenul provine din limba greacă, παθολογία (pathologia) fiind pentru prima oară folosit de medicul grec Galenos (129-201). Termenul este format din cuvintele πάθος (pathos) = suferință, boală și λόγος (logos) = cuvânt, rațiune, învățătură, știință, cu alte cuvinte: știința despre suferință. Azi acest termen este utilizat de medicina de boli interne. 

Forma în care este utilizat termenul azi se datorează cercetătorului italian Giovanni Battista Morgagni (1682-1771) care a conceput un studiu medical De sedibus et causis morborum (Cauza bolilor) 1761 care este piatra de temelie a cercetărilor științifice.

Deja în antichitate, în perioada vechilor egipteni și a grecilor antici, s-au întreprins studii anatomice prin deschidere de cadavre.
Abia la sfârșitul secolului XVIII disecțiile au scopul în afară de cercetare anatomică, și o înțelegere mai profundă a organelor modificate de boală. Prima catedră de patologie este înființată în anul 1819 în Strasbourg de (Jean-Frédéric Lobstein (1777-1835), iar în anul 1844 devine în Viena obiect de examen.
Rudolf Virchow în 1858 pune bazele patologiei celulare, observând modficările patologice a celulelor bolnave, (histopatologie) metodă care folosește și azi unele dintre principiile lui Virchow.

## Importanța patologiei

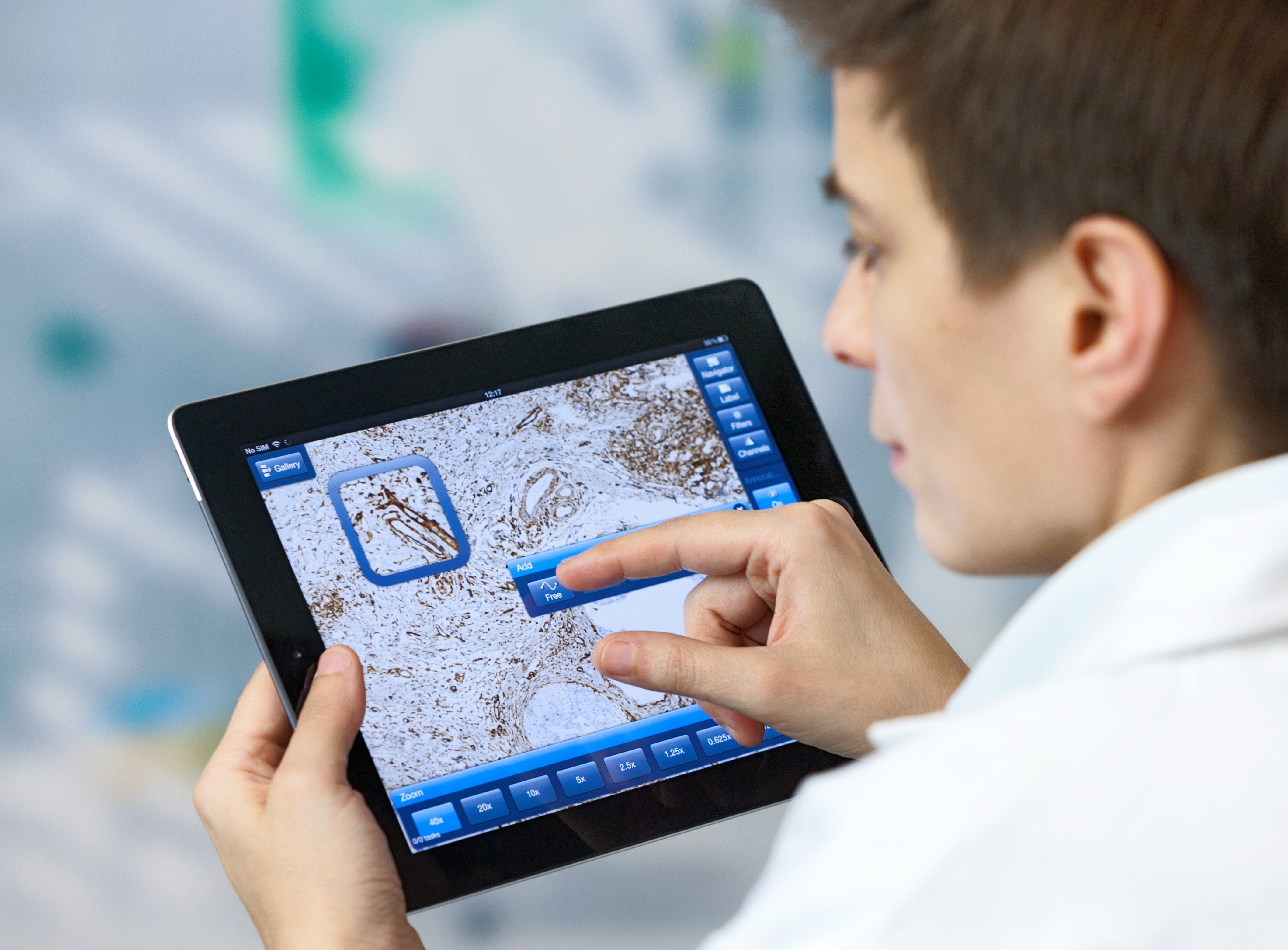
Patologie

Patologia este un instrument important pentru medicină de a înțelege mecanismul, modificările de organ produse de boli, îmbunătățirea stabilirii diagnosticului, nu numai din timpul vieții dar și după moartea pacientului.
Un aspect important care se poate stabili exclusiv numai cu ajutorul patologiei prin biopsie, natura benignă sau malignă a unei tumori, sau prin necropsie (autopsie)stabilirea faptului dacă tratamentul prescris de medic a fost corect sau fals, date necesare medicinei legale (forensic pathologist). 
Patologia are două ramuri:
- Anatomia patologică care examinează modificările organelor macroscopic
- Patologia histologică care examinează modificările țesuturilor sau celulelor bolnave sub microscop.